# Payback (2013)
Payback (2013) — щорічне pay-per-view шоу «Payback», що проводиться федерацією реслінгу WWE. Шоу відбулося 16 червня 2013 року у Олстейт-арена в Роузмонт (Іллінойс), США. Це було перше шоу в історії Payback. Сім матчів відбулися під час шоу та ще один перед показом.